# Ugo Benelli
Ugo Benelli (Génova, 20 de janeiro de 1935) é um tenor italiano, associado a papéis para Tenor leggero. Ficou notório por interpretar papéis de Gioachino Rossini.

## Biografia
Benelli nasceu em Genova, em uma família sem ligação com o meio musical — todos os seus parentes trabalhavam na fabricação de chapéus. Quando tinha 8 anos, seu pai foi deportado para a Alemanha, possivelmente por conta da origem de seu sobrenome, Ben-Eli, que em hebraico significa "filho de Eli" ou "filho de Deus". Durante esse período, Benelli foi criado pela mãe e pelo avô materno. O pai retornou ao fim da guerra, sendo um dos poucos sobreviventes genoveses entre os que haviam sido capturados.
Desde jovem se interessou pelo mundo da música, começou a cantar no coral da Igreja e depois de se formar em contabilidade, iniciou os estudos com Piero Magenta, e por influência dele, mais tarde, ingressou na Accademia Teatro alla Scala, onde completou sua formação com os mestres Giulio Confalonieri e Ettore Campogalliani.
Estreou nos palcos em 1958, em Montevidéu, na opereta "Arlecchinata" de Antonio Salieri, mas o início o verdadeiro de sua carreira internacional foi em 1960, com "Falstaff " numa apresentação no Gran Teatre del Liceu de Barcelona.
Em 1969, substituiu Luciano Pavarotti em La figlia del reggimento (versão italiana da ópera La fille du régiment) sendo o momento mais importante da sua carreira.
Seu repertório no início de sua carreira concentrou-se principalmente em produções leves de bel canto, com obras compostas entre a segunda metade do século XVIII e a primeira metade do século XIX, de Haydn a Auber, e principalmente Rossini (Benelli reacende o interesse na ópera Conde Ory pelo grande público).
Cantou inúmeras obras, dentre as quais se destacou interpretando os personagens Rossinianos: Conde D'Almaviva (de Il Barbiere di Siviglia), Don Ramiro (de La Cenerentola), Conde Ory (de Le Comte Ory) e Lindoro (de L'italiana in Algeri).  Além de personagens de compositores como Donizetti, interpretando Nemorino (de L'elisir d'amore), Ernesto (de Don Pasquale) e Tonio (de La Fille du régiment); e de Bellini, no personagem Elvino (de La Sonnambula).
Benelli também cantou no repertório barroco (interpretando Ormindo de Cavalli, em que cantou em alemão), e no repertório do final do século XIX e até mesmo na produção do século XX.
Na década de 1960, Benelli também participou da estreia mundial de quatro inéditas obras:
- A "comédia histórico-pastoral" de três atos e quatro cenas em Il diavolo in giardino (O Diabo no Jardim), de Franco Mannino, com libreto de Luchino Visconti, no Teatro Massimo em Palermo, 1963;
- A ópera radiofonica La Signora Paulatim (A Senhora Paulatina), de Gino Marinuzzi Jr., baseada no conto homônimo de Italo Calvino, 1965;
- A cantata I Rabbini (Os rabinos), de Jan Meyerowitz (1913-1998), para solistas, coro e orquestra, produzida pela RAI em 1965;[7]
- O drama musical em um prólogo e dois atos: Le metamorfosi di Bonaventura "As Metamorfoses de São Boaventura", de Gian Francesco Malipiero, no Gran Teatro La Fenice em Veneza, 1966.

Esteve nos Teatro Regio de Turim, Teatro dell'Opera de Roma, Teatro San Carlo de Nápoles, Teatro Comunale de Florença, Teatro Carlo Felice de Gênova, Teatro Comunale de Bolonha,dentre outros italianos, nos europeus (Ópera de Paris, Royal Opera House de Londres., Gran Teatre del Liceu de Barcelona, Teatro Nacional de São Carlos de Lisboa, Théâtre de la Monnaie de Bruxelas, Gaiety Theatre de Dublin, Deutsche Oper am Rhein de Düsseldorf, Oper Frankfurt de Frankfurt am Main, Cuvilliés Theatre de Munique), e nos americanos (Metropolitan Opera de Nova Iorque, Lyric Opera de Chicago, San Francisco War Memorial Opera House, além de teatros na América do Sul). Participou também nos festivais de Salzburgo, Glyndebourne, Wexford, Aix en Provence, Pesaro, dentre outros.
Em 2004, perto do seu aniversário de 69 anos, encerrou sua carreira, que durou longos 46 anos, fazendo uma "participação especial", como Dom Basílio em As Bodas de Fígaro, no Carlo Felice de Génova
Características artísticas
Benelli foi um "tenor de grazia" a nível internacional, mas, a partir dos anos oitenta, seu repertório se restringiu ao de um tenor buffo, além de ator secundário. Também possuía excelentes qualidades como ator cômico.
Elvio Giudici, ao analisar a famosa gravação de Silvio Varviso (1924–2006), feita em estúdio de O Barbeiro de Sevilha pela Decca, declarou:
Excelente [...] Benelli, que combina a leveza do registro agudo com um timbre bastante robusto, fazendo uma e outra conexão de modo a assegurar seu perfil, de modo também a produzir uma linha cantada bastante homogênea e luminosa, coberta por um fraseado que combina elegância e facilidade, com um controle mais que discreto da coloratura: seguindo o exemplo de (Cesare) Valletti. O que foi bem expresso no seu "Cessa di più resistere" ("Não resista mais"), que canta de modo excelente— Elvio Giudici, L'opera in CD e video - Guida all'ascolto, Milano, Il Saggiatore, 1995, p. 703, ISBN 88-428-0279-4